# Paramount Victory Short No. T2-3: The Price of Victory
Paramount Victory Short No. T2-3: The Price of Victory ist ein US-amerikanischer Dokumentarfilm aus dem Jahr 1942.

## Handlung
Der amerikanische Vizepräsident Henry A. Wallace spricht über die vier Freiheiten, die der Präsident Franklin D. Roosevelt 1941 in einer Rede zur Lage der Nation formulierte. Wallace erklärt die Gründe, warum die Achsenmächte besiegt werden müssen und die Kosten, die auf das amerikanische Volk zum Erreichen dieses Zieles zukommen.

## Auszeichnungen
1943 wurde der Film in der Kategorie Bester Dokumentarfilm für den Oscar nominiert.

## Hintergrund
Der Propagandafilm wurde von Paramount Pictures produziert und vom United States Office of War Information herausgegeben. Die Uraufführung fand am 3. Dezember 1942 statt.
1942 und 1943 produzierte Paramount vier Propagandafilme, die unter dem Sammeltitel Paramount Victory Short No. T2 vertrieben wurden. In Teil 1 (A Letter from Bataan) und Teil 4 (The Aldrich Family Gets in the Scrap) wurden Schauspieler für eine Rahmenhandlung eingesetzt, während Teil 2 (We Refuse to Die) und der vorliegende Teil 3, die beide für den Oscar nominiert waren, reine Dokumentarfilme waren. William H. Pine und Maxwell Shane arbeiteten bei den ersten drei Teilen zusammen.